# Ole Rømer

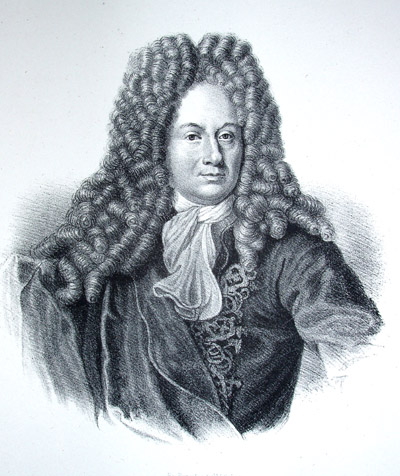
Ole Rømer

Ole Christensen Rømer (phát âm: [o(ː)lə ˈʁœːˀmɐ]; 25 tháng 9 năm 1644 tại Århus - 19 tháng 9 năm 1710 tại Copenhagen) là một nhà thiên văn học người Đan Mạch. Ông là người đã thực hiện những phép đo định lượng tốc độ ánh sáng đầu tiên. Trong văn học khoa học, tên của ông thường được viết như "Roemer", "Römer", hay "Romer".